# Dobroutov
Dobroutov (en allemand : Dobrikau) est une commune du district de Jihlava, dans la région de Vysočina, en République tchèque. Sa population s'élevait à 309 habitants en 2024.

## Géographie
Dobroutov se trouve à 4 km au sud-sud-est de Polná, à 13 km au nord-est de Jihlava et à 116 km au sud-est de Prague.
La commune est limitée par Polná et Záborná au nord, par Stáj à l'est, par Zhoř et Jamné au sud, et par Věžnička à l'ouest.

## Histoire
La première mention écrite de la localité date de 1356.

## Transports
Par la route, Dobroutov se trouve à 3,3 km de Polná, à 16,5 km de Jihlava et à 137 km de Prague.